# 特罗伊纳
特罗伊纳（義大利語：Troina），是意大利恩纳省的一个市镇。总面积163083平方公里，人口9732人，人口密度0.1人/平方公里（2009年）。ISTAT代码为086018。

## 友好城市
- 法國 库唐斯